# Zabana
Ne doit pas être confondu avec Ahmed Zabana.

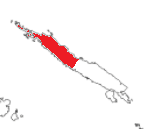
The extension of the zabana language on the island of Santa Isabel

Le zabana (ou kia) est une des langues de Nouvelle-Irlande parlée par 3 360 locuteurs, sur Santa Isabel, au sud-ouest du village de Kia et au nord-est du village de Baolo. Elle emprunte au roviana et ressemble au cheke holo.